# Секула Дрлевич
Секула Дрлевич (серб. Секула Дрљевић; 25 серпня (6 вересня) 1884, Равні (Колашин), Муніципалітет Колашин, Князівство Чорногорія — 10 листопада 1945, Юденбург, Австрія) — чорногорський юрист, письменник і політик. Прем'єр-міністр чорногорського уряду у період італійської окупації держави. Один з найвідоміших критиків югославського унітаризму.

## Біографія
Він вивчав право у Загребському університеті. У 1907 році він очолив Міністерство фінансів. З 1909 — міністр юстиції, з 1912 по 1913 — знову міністр фінансів. Вперше був обраний до парламенту у 1913 році.
Під час Балканських воєн та Першої світової війни виступав за об'єднання Чорногорії та Сербії, відмовився залишити країну навіть після того як вона була окупована австрійцями і опинився у в'язниці.
Після завершення війни і утворення Королівства сербів, хорватів і словенців увійшов до складу уряду Стояна Протича, отримавши портфель міністра юстиції. Але вражений переслідуванням співвтчизників, через три місяці залишив посаду і став адвокатом жертв репресій. Одним з найгучніших став процес колишнього міністра оборони королівської Чорногорії та організатора протиавстрійського партизанського руху Радомира Вешовича. Влада звинуватила генерала у державній зраді, але Дрлевич викрив фальсифікації слідства і домігся виправдального вироку.
Разом з Вешовичем Дрлевич увійшов до руху «За право, честь і свободу», а згодом — заснував Чорногорську партію, яка виступала проти упослідженого становища Чорногорії в королівстві Карагеоргієвичів та вимагала його перетворення на федерацію — вільний союз південнослов'янських народів. Саме тому активістів цієї партії часто іменували федералістами.
Розвал Югославії у 1941 році федералісти сприяняли як слушну нагоду для здобуття незалежності Чорногорії. Дрлевич разом із однодумцями поквапився створити в Цетинє Тимчасовий адміністративний чорногорський комітет, який сподівався перебрати на себе владу в краї. Проте італійці одразу ж створили власну окупаційну адміністрацію і оголосили комітет Дрлевича розпущеним.
12 липня 1941 року на скликаному італійцями Петровданському саборі Чорногорія була проголошена «суверенною і незалежною державою» під владою намісника італійського короля. Дрлевич очолив уряд — Чорногорську Раду. Проте в жовтні 1941 року окупанти його заарештували і вислали до Італії.
Загинув, разом із дружиною, 10 листопада 1945 року в австрійському Юденбурзі. Їх вбили власні охоронці, колишні четники.

## Редактор гімну Чорногорії
У 1937 році Дрлевич запропонував змінити текст популярної чорногорської народної пісні і чорногорського гімну «Oj, svijetla majska zoro» (О, світла травнева зоря!), прибравши з неї слова, що натякають на спорідненість чорногорців з сербами: Једина си за слободу, Ти остала српском роду… Оновлена версія гімну була опублікована у 1944 році під назвою «Vječna naša» (Вічна наша…).
Через 60 років, після отримання Чорногорією незалежності, 12 липня 2004 правляча Демократична партія соціалістів Чорногорії під керівництвом Міло Джукановича затвердила вірші Дрлевича як національний гімн Чорногорії, лише злегка змінивши слова.